# Chaly Jones
Shalimar Chaly Elvin Valerio Jones (Willemstad, 29 januari 1977) is een Curaçaos-Nederlands voormalig voetballer die als middenvelder of aanvaller speelde.

## Loopbaan
In de jeugd speelde hij voor SV DWO en Feyenoord. Jones debuteerde in september 1995 bij Feyenoord als invaller voor Glaucio in de thuiswedstrijd in de eerste ronde van de Europacup II tegen DAG-Liepāja waarna hij de rest van het seizoen 1995/96 verhuurd werd aan Excelsior. Een seizoen later keerde hij terug bij Feyenoord maar kwam niet meer in actie en hierna ging hij naar Excelsior terug. In Nederland speelde hij verder nog voor FC Den Bosch, Fortuna Sittard en TOP Oss en in het buitenland in Noorwegen voor Tollnes BK en in Portugal voor CF União. Tussen 2005 en 2010 speelde hij in de lagere reeksen in Griekenland. Sinds 2010 speelt hij voor FC Oss in de Topklasse waarmee hij in 2011 kampioen werd in de Zondag Topklasse en promoveerde. In het seizoen 2011/12 kwam hij uit voor eersteklasser VUC uit Den Haag.
Jones was Nederlands jeugdinternational. In 2003 kwam hij driemaal uit voor het Nederlands-Antilliaans voetbalelftal.
Na zijn spelersloopbaan was hij actief als trainer.

## Clubs
- 1995  Feyenoord
- 1995/96  Excelsior (huur)
- 1996/97  Feyenoord
- 1997/99  Excelsior
- 1999/00  FC Den Bosch
- 2000/02  CF União
- 2002/03  TOP Oss
- 2003/04  Fortuna Sittard
- 2004  Tollnes BK
- 2004/05  PA Enosi Thraki
- 2005/06  Skoda Xanthi
- 2006/07  OA Thiva
- 2007/08  PAS Preveza
- 2008/10  Alexandroupoli Enosi
- 2010-11  FC Oss
- 2011-12  VUC